# Polarität (Chemie)
Polarität bezeichnet in der Chemie die Aufteilung elektrischer Ladungen in Molekülen oder Atomgruppen durch Ladungsverschiebung, die somit eine negativ und eine positiv geladene Seite besitzen.
Das elektrische Dipolmoment ist ein Maß für die Ausprägung (messbare Größe) der Ladungstrennung innerhalb eines Moleküls.
Aufgrund von Elektronegativitätsunterschieden zwischen den Atomen liegen in einem polaren Molekül immer eine oder mehrere polare Atombindungen vor. Im Sonderfall, dass sich die Dipolmomente der einzelnen polaren Atombindungen gegenseitig ausgleichen, besitzt das Molekül selber allerdings keine Polarität (kein Dipolmoment). 
Zwischen polaren Molekülen wirken Anziehungskräfte aufgrund der Dipolmomente (Dipol-Dipol-Kräfte), es kommen aber auch Wasserstoffbrückenbindungen vor. Beides sind zwischenmolekulare Kräfte bzw. Bindungen (im Gegensatz zur Bindung, die zwischen den Atomen innerhalb eines Moleküls vorliegt).
Die Polarität der Moleküle liegt einer Reihe der physikalen Eigenschaften eines Stoffs zugrunde, etwa der Oberflächenspannung sowie des Schmelz- und Siedepunkts.  
Das elektrische Dipolmoment eines Moleküls bestimmt auch die Löslichkeit eines Stoffs und seine Fähigkeit, als Lösungsmittel zu wirken:
- Polare Stoffe sind in der Regel in polaren Lösungsmitteln gut löslich, in unpolaren aber schlecht.
- Umgekehrt sind unpolare Stoffe in unpolaren Lösungsmitteln (z. B. in Hexan) oder anderen flüssigen Kohlenwasserstoffen („Benzin“) gut, in polaren aber schlecht löslich.

Ein Lehrsatz der mittelalterlichen Alchemie war: „Similia similibus solvuntur“ (lat.: „Ähnliches löst sich in Ähnlichem“).
Aufgrund ihrer Ionenstruktur sind viele Salze im polaren Lösungsmittel Wasser gut löslich, unpolare Stoffe wie Fette oder Wachse dagegen nicht. Auch viele Aroma- und Duftstoffe sind in Wasser nicht, in Öl oder in Ethanol aber gut löslich. Alkohol ist daher in vielen fettarmen Lebensmitteln als Zutat aufgeführt.

## Polare Stoffe
Polare Stoffe bestehen aus polaren Molekülen, welche sich durch ein permanentes elektrisches Dipolmoment auszeichnen.
Polare Stoffe lösen sich gut in polaren Lösungsmitteln – wie es beispielsweise bei Salzen in Wasser der Fall ist. Die Löslichkeit ist umso besser, je ähnlicher die Wechselwirkungskräfte zwischen den Teilchen des Lösungsmittels und zwischen denen des gelösten Stoffes sind.
Bei ausreichend hohen Unterschieden der Elektronegativität (ΔEN) gehen die Bindungselektronen zwischen zwei Atomen mehr oder weniger komplett von einem Bindungspartner zum anderen über. Dann gibt es im Extremfall als Ladungsträger zwei Ionen, die sich allein aufgrund der ungerichteten elektrostatischen Coulomb-Kraft anziehen (ionische Bindung) und damit wie alle Salze grundsätzlich polar sind.
Im Nicht-Extremfall ergibt sich die Polarität des gesamten Moleküls durch eine ungleichmäßige Verteilung der Bindungselektronen zwischen den beiden Bindungspartnern mit unterschiedlichen Elektronegativitäten. Die Bindung bezeichnet man dann als eine polare Atombindung. Die resultierende Polarisierung der Bindung hat für das Molekül ein elektrisches Dipolmoment zur Folge. Liegen in einem Molekül nur polarisierte Atombindungen vor, so addieren sich die einzelnen Dipolmomente der Atombindungen vektoriell zu einem Gesamtdipolmoment. Wenn das Gesamtdipolmoment symmetriebedingt null ist, so ist der Stoff unpolar (Beispiel: Kohlendioxid, CO2). Liegt jedoch ein permanentes Gesamtdipolmoment ungleich null vor, so ist das Molekül polar (Beispiel: Wassermolekül). Je nach Größe des Gesamtdipolmoments nennt man einen Stoff mehr oder weniger polar. Der Unterschied geht daher fließend von extrem polar bis komplett unpolar. Lösungsmittel können anhand ihrer Polarität in einer elutropen Reihe angeordnet werden.

Umpolung: Polarität von Chlormethan (links) und der daraus hergestellten Grignard-Verbindung Methylmagnesiumchlorid

In der organischen Chemie spielen polare Atombindungen eine wichtige Rolle bei der qualitativen Abschätzung der Reaktivität eines Moleküls. In einem Halogenalkan (Beispiel: Chlormethan) wird z. B. dem kovalent an das Kohlenstoffatom gebundene Chloratom die Partialladung δ− und dem Kohlenstoffatom der Methylgruppe die Partialladung δ+ zugewiesen. Setzt man Chlormethan mit Magnesium zur entsprechenden Grignard-Verbindung CH3MgCl um, tritt Umpolung ein: Das Kohlenstoffatom der Methylgruppe besitzt nun die Partialladung δ−. Aus der Polaritätsbetrachtung von organischen Stoffen ergeben sich wesentliche Konsequenzen für deren Reaktivität.
Polare Stoffe: Wasser, Salze, Zucker, Glas

## Unpolare Stoffe
Ein unpolares oder apolares Molekül dagegen besitzt kein permanentes Dipolmoment.
Unpolare oder apolare Stoffe lösen sich gut in unpolaren Lösungsmitteln (organische Stoffe in Benzol oder Ether). Die Löslichkeit ist besser, je ähnlicher die Wechselwirkungskräfte zwischen den Teilchen des Lösungsmittels und zwischen denen des gelösten Stoffes sind.
Unpolare Stoffe: Benzin, Tetrachlormethan, Wachs, Fett, Alkane, Alkene, Alkine

## Bestimmung der Polarität

### Experiment zum Nachweis des permanenten elektrischen Dipolmoments von Wasser
Man lädt z. B. einen Kunststoffkamm durch das Kämmen trockener Haare oder Reiben an einem Wollpullover elektrisch auf. Nun lässt man aus einem Wasserhahn einen sehr dünnen Strahl fließen, gerade so, dass er nicht abreißt und tropft. Wenn man den Kamm dem Wasserstrahl annähert, wird dieser zum Kamm hin abgelenkt. (Wenn der Wasserstrahl den Kamm berührt, wird dieser entladen und zieht den Wasserstrahl nicht mehr an.) 

Im konzentrischen elektrischen Feld, welches den aufgeladenen Kamm umgibt, richten sich die Dipole der Wassermoleküle so aus, dass sie zum Kamm hin zeigen. Da die Feldstärke mit der Entfernung vom Kamm abnimmt, wirkt auf das dem Kamm nähere Molekülende eine etwas größere anziehende Kraft als die abstoßende Kraft, die auf das weiter entfernte Molekülende wirkt. In der Differenz verbleibt eine kleine Kraft, welche die Wassermoleküle anzieht und den Wasserstrahl ablenkt.

### Elektronegativität
Um zu bestimmen, ob eine Verbindung unpolar, polar oder sogar eine Ionenbindung ist, kann man die Elektronegativitätsdifferenz {\displaystyle \Delta EN} verwenden. Sie ist die Differenz der Elektronegativitätswerte der beteiligten Atome. Richtwerte für diese Einteilung sind in der unten dargestellten Tabelle zu sehen.
Dabei muss allerdings berücksichtigt werden, dass ladungsgetrennte mesomere Grenzformeln ein nicht zu vernachlässigendes Gewicht haben können. So ist Kohlenmonoxid trotz einer Elektronegativitätsdifferenz von etwa 1 ein nahezu unpolares Gas, das erst unterhalb von −140 °C durch Druck verflüssigt werden kann.
| {\displaystyle \Delta EN} | Bindungsart            | Kennzeichen der Bindung                                                                                       |
| ------------------------- | ---------------------- | --- |
| 0,0                       | unpolare Bindung       | Elektronenpaare werden von allen Atomen gleich stark beansprucht, sodass keine Ladungsschwerpunkte entstehen. |
| 0,1…0,4                   | schwach polare Bindung | Ein Atom beansprucht Elektronenpaare etwas stärker als das andere.                                            |
| 0,4…1,7                   | stark polare Bindung   | Ein Atom beansprucht Elektronenpaare viel stärker als das andere.                                             |
| > 1,7                     | Ionenbindung           | Es sind keine gemeinsamen Elektronenpaare vorhanden, d. h., es bilden sich Ionen                              |